# Rockford nyomoz
A Rockford nyomoz vagy Rockford-akták (eredeti cím: The Rockford Files) 1974-től 1980-ig vetített amerikai televíziós filmsorozat, amelynek az alkotói Roy Huggins és Stephen J. Cannell, a forgatókönyvírója Stephen J. Cannell, a rendezője Richard T. Heffron, a zeneszerzői Mike Post, Pete Carpenter, Artie Kane és Dick DeBenedictis. A főszerepekben James Garner, Noah Beery Jr., Joe Santos, Gretchen Corbett és Stuart Margolin láthatóak. A tévéfilmsorozat a Roy Huggins-Public Arts Productions, a Cherokee Productions és az Universal Television gyártásában készült, az NBCUniversal Television Distribution forgalmazásában jelent meg. Műfaját tekintve detektívtörténet és thriller filmsorozat. Amerikában a tévésorozat mindegyik évadját 1974. szeptember 13. és 1980. június 10. között az NBC vetítette. Magyarországon a televíziós sorozat 1. és 2. évadját 2004. március 22. és 2004. augusztus 3. között az M1 sugározta. A 122 részes filmsorozat mellett még 8 film is készült.

## Főbb szereplők
| Szerep                  | Színész         | Magyar hangja (1. szinkron) | Leírás |
| ----------------------- | --------------- | --------------------------- | ------ |
| Jim Rockford            | James Garner    | Csankó Zoltán               |        |
| Sara Butler             | Lindsay Wagner  | Kiss Erika                  |        |
| Jerry Grimes            | William Smith   | Sörös Sándor                |        |
| Joseph „Rocky” Rockford | Robert Donley   | Versényi László             |        |
| Mildred Elias           | Nita Talbot     | Andresz Kati                |        |
| Angel Martin            | Stuart Margolin | Salinger Gábor              |        |

## Epizódok

### 1. évad
| #   | #   | Eredeti cím                       | Magyar cím                      | Eredeti premier      | Magyar premier   |
| --- | --- | --------------------------------- | ------------------------------- | -------------------- | ---------------- |
| 1.  | 1.  | The Kirkoff Case                  | A Kirkoff-ügy                   | 1974. szeptember 13. |                  |
| 2.  | 2.  | The Dark and Bloody Ground        | A véres igazság                 | 1974. szeptember 20. |                  |
| 3.  | 3.  | The Countess                      | A grófné                        | 1974. szeptember 27. |                  |
| 4.  | 4.  | Exit Prentiss Carr                | Prentiss Carr halála            | 1974. október 4.     | 2004. április 2. |
| 5.  | 5.  | Tall Woman in Red Wagon           | Magas nő, piros kocsival        | 1974. október 11.    |                  |
| 6.  | 6.  | This Case Is Closed               | Lezárt dosszié                  | 1974. október 18.    |                  |
| 7.  | 7.  | This Case Is Closed               | Lezárt dosszié                  | 1974. október 18.    |                  |
| 8.  | 8.  | The Big Ripoff                    | A nagy svindli                  | 1974. október 25.    |                  |
| 9.  | 9.  | Find Me If You Can                | Találj meg, ha tudsz!           | 1974. november 1.    | 2004. június 14. |
| 10. | 10. | In Pursuit of Carol Thorne        | Carol Thorne nyomában           | 1974. november 8.    | 2004. június 15. |
| 11. | 11. | The Dexter Crisis                 | A Dexter-eset                   | 1974. november 15.   | 2004. június 16. |
| 12. | 12. | Caledonia -- It's Worth a Fortune | Caledonia egy vagyont ér        | 1974. december 6.    | 2004. június 17. |
| 13. | 13. | Profit and Loss: Part 1           | Nyereség és veszteség – 1. rész | 1974. december 20.   | 2004. június 18. |
| 14. | 14. | Profit and Loss: Part 2           | Nyereség és veszteség – 2. rész | 1974. december 27.   | 2004. június 21. |
| 15. | 15. | Aura Lee, Farewell                | Isten veled, Aura Lee           | 1975. január 3.      | 2004. június 22. |
| 16. | 16. | Sleight of Hand                   | Bűvészmutatvány                 | 1975. január 17.     | 2004. június 23. |
| 17. | 17. | Counter Gambit                    | Ellencsel                       | 1975. január 24.     | 2004. június 24. |
| 18. | 18. | Claire                            | Claire                          | 1975. január 31.     | 2004. június 25. |
| 19. | 19. | Say Goodbye to Jennifer           | Búcsúzz el Jennifertől!         | 1975. február 7.     | 2004. június 28. |
| 20. | 20. | Charlie Harris at Large           | Charlie Harris szabadlábon      | 1975. február 14.    | 2004. június 29. |
| 21. | 21. | The Four Pound Brick              | A kétkilós tömb                 | 1975. február 21.    | 2004. június 30. |
| 22. | 22. | Just by Accident                  | Csak egy baleset                | 1975. február 28.    | 2004. július 1.  |
| 23. | 23. | Roundabout                        | Körforgalom                     | 1975. március 7.     | 2004. július 2.  |

### 2. évad
| #   | #   | Eredeti cím                                      | Magyar cím                                | Eredeti premier      | Magyar premier     |
| --- | --- | ------------------------------------------------ | ----------------------------------------- | -------------------- | ------------------ |
| 24. | 1.  | The Aaron Ironwood School of Success             | Aaron Ironwood sikeriskolája              | 1975. szeptember 12. | 2004. július 5.    |
| 25. | 2.  | The Farnsworth Stratagem                         | A farnsworth-i hadicsel                   | 1975. szeptember 19. | 2004. július 6.    |
| 26. | 3.  | Gearjammers: Part 1                              | Rakományvadászok – 1. rész                | 1975. szeptember 26. | 2004. július 7.    |
| 27. | 4.  | Gearjammers: Part 2                              | Rakományvadászok – 2. rész                | 1975. október 3.     | 2004. július 8.    |
| 28. | 5.  | The Deep Blue Sleep                              | A rózsaszín álom                          | 1975. október 10.    | 2004. július 9.    |
| 29. | 6.  | The Great Blue Lake Land and Development Company | A "Nagy Kék Tó" területfejlesztő társaság | 1975. október 17.    | 2004. július 12.   |
| 30. | 7.  | The Real Easy Red Dog                            | Hol van a kutya eltemetve?                | 1975. október 31.    | 2004. július 13.   |
| 31. | 8.  | Resurrection in Black and White                  | Feltámadás feketén-fehéren                | 1975. november 7.    | 2004. július 14.   |
| 32. | 9.  | Chicken Little Is a Little Chicken               | A barátság drága kincs                    | 1975. november 14.   | 2004. július 15.   |
| 33. | 10. | 2 Into 5.56 Won't Go                             | Két dudás egy csárdában                   | 1975. november 21.   | 2004. július 16.   |
| 34. | 11. | Pastoria Prime Pick                              | Pastoria példás polgárai                  | 1975. november 28.   | 2004. július 19.   |
| 35. | 12. | The Reincarnation of Angie                       | Angie újjászületése                       | 1975. december 5.    | 2004. július 20.   |
| 36. | 13. | The Girl in the Bay City Boys Club               | Egy lány a legényegyletben                | 1975. december 19.   | 2004. július 21.   |
| 37. | 14. | The Hammer of C Block                            | A börtön kalapácsa                        | 1976. január 9.      | 2004. július 22.   |
| 38. | 15. | The No-Cut Contrac                               | Egy név és más semmi                      | 1976. január 16.     | 2004. július 23.   |
| 39. | 16. | A Portrait of Elizabeth                          | Elizabeth arcképe                         | 1976. január 23.     | 2004. július 26.   |
| 40. | 17. | Joey Blue Eyes                                   | Kékszemű Joey                             | 1976. január 30.     | 2004. július 27.   |
| 41. | 18. | In Hazard                                        | Hazárdjáték                               | 1976. február 6.     | 2004. július 28.   |
| 42. | 19. | The Italian Bird Fiasco                          | A hamis kormoránok esete                  | 1976. február 13.    | 2004. július 29.   |
| 43. | 20. | Where's Houston?                                 | Houston, hol vagy?                        | 1976. február 20.    |                    |
| 44. | 21. | Foul on the First Play                           | Szabálytalan szerelés                     | 1976. március 12.    | 2004. augusztus 2. |
| 45. | 22. | A Bad Deal in the Valley                         | Sötét üzlet a Völgyben                    | 1976. március 19.    | 2004. augusztus 3. |